# YUBA liga 1974-1975
La YUBA liga 1974-1975 è stata la 31ª edizione del massimo campionato jugoslavo di pallacanestro maschile. La vittoria finale è stata ad appannaggio dello Zadar.

## Regular season
|     | Squadra               | G  | V  | P  | PF    | PS    | Pt. | Qualificazione |
| --- | --------------------- | -- | -- | -- | ----- | ----- | --- | -------------- |
| 1.  | Zadar                 | 26 | 25 | 1  | 2.309 | 2.028 | 50  |                |
| 2.  | Jugoplastika Spalato  | 26 | 22 | 4  | 2.564 | 2.210 | 44  |                |
| 3.  | Partizan Belgrado     | 26 | 19 | 7  | 2.527 | 2.381 | 38  |                |
| 4.  | Stella Rossa Belgrado | 26 | 18 | 8  | 2.473 | 2.321 | 36  |                |
| 5.  | Rabotnički Skopje     | 26 | 13 | 13 | 2.285 | 2.342 | 26  |                |
| 6.  | AŠK Lubiana           | 26 | 12 | 14 | 2.549 | 2.503 | 26  |                |
| 7.  | Bosna Sarajevo        | 26 | 12 | 14 | 2.362 | 2.295 | 24  |                |
| 8.  | Lokomotiva Zagabria   | 26 | 11 | 15 | 2.374 | 2.406 | 22  |                |
| 9.  | Borac Čačak           | 26 | 11 | 15 | 2.474 | 2.82  | 22  |                |
| 10. | Radnički FOB Belgrado | 26 | 11 | 15 | 2.366 | 2.357 | 22  |                |
| 11. | Beko Belgrado         | 26 | 8  | 18 | 2.325 | 2.497 | 16  |                |
| 12. | Metalac Valjevo       | 26 | 8  | 18 | 2.213 | 2.389 | 16  |                |
| 13. | Vojvodina Novi Sad    | 26 | 7  | 19 | 2.351 | 2.608 | 14  | retrocesse     |
| 14. | Istravino Rijeka      | 26 | 5  | 21 | 2.142 | 2.395 | 10  | retrocesse     |

| YUBA liga 1974-1975 |
| ------------------- |
| Zadar 5º titolo     |

## Formazione vincitrice
| N° | Naz.                  | Ruolo | Sportivo             |  | Alt. |  |
| -- | --------------------- | ----- | -------------------- |  | ---- |  |
|    | Jugoslavia (bandiera) |       | Čedomir Perinčić     |  |      |  |
|    | Jugoslavia (bandiera) |       | Jure Fabijanić       |  |      |  |
|    | Jugoslavia (bandiera) |       | Branko Bakija        |  |      |  |
|    | Jugoslavia (bandiera) |       | Žarko Bjedov         |  |      |  |
|    | Jugoslavia (bandiera) |       | Bruno Marcelić       |  |      |  |
|    | Jugoslavia (bandiera) |       | Bruno Petani         |  |      |  |
|    | Jugoslavia (bandiera) |       | Branko Šuljak        |  |      |  |
|    | Jugoslavia (bandiera) | P     | Giuseppe Gjergja     |  | 176  |  |
|    | Jugoslavia (bandiera) | C     | Krešimir Ćosić       |  | 209  |  |
|    | Jugoslavia (bandiera) |       | Zdravko Jerak        |  |      |  |
|    | Jugoslavia (bandiera) |       | Nedjeljko Ostarčević |  |      |  |
|    | Jugoslavia (bandiera) |       | Tomislav Matulović   |  |      |  |
|    | Jugoslavia (bandiera) | P     | Branko Skroče        |  | 195  |  |
|    | Jugoslavia (bandiera) |       | Josip Grdović        |  |      |  |
|    | Jugoslavia (bandiera) | All.  | Lucijan Valčić       |  |      |  |